# Marunouchi

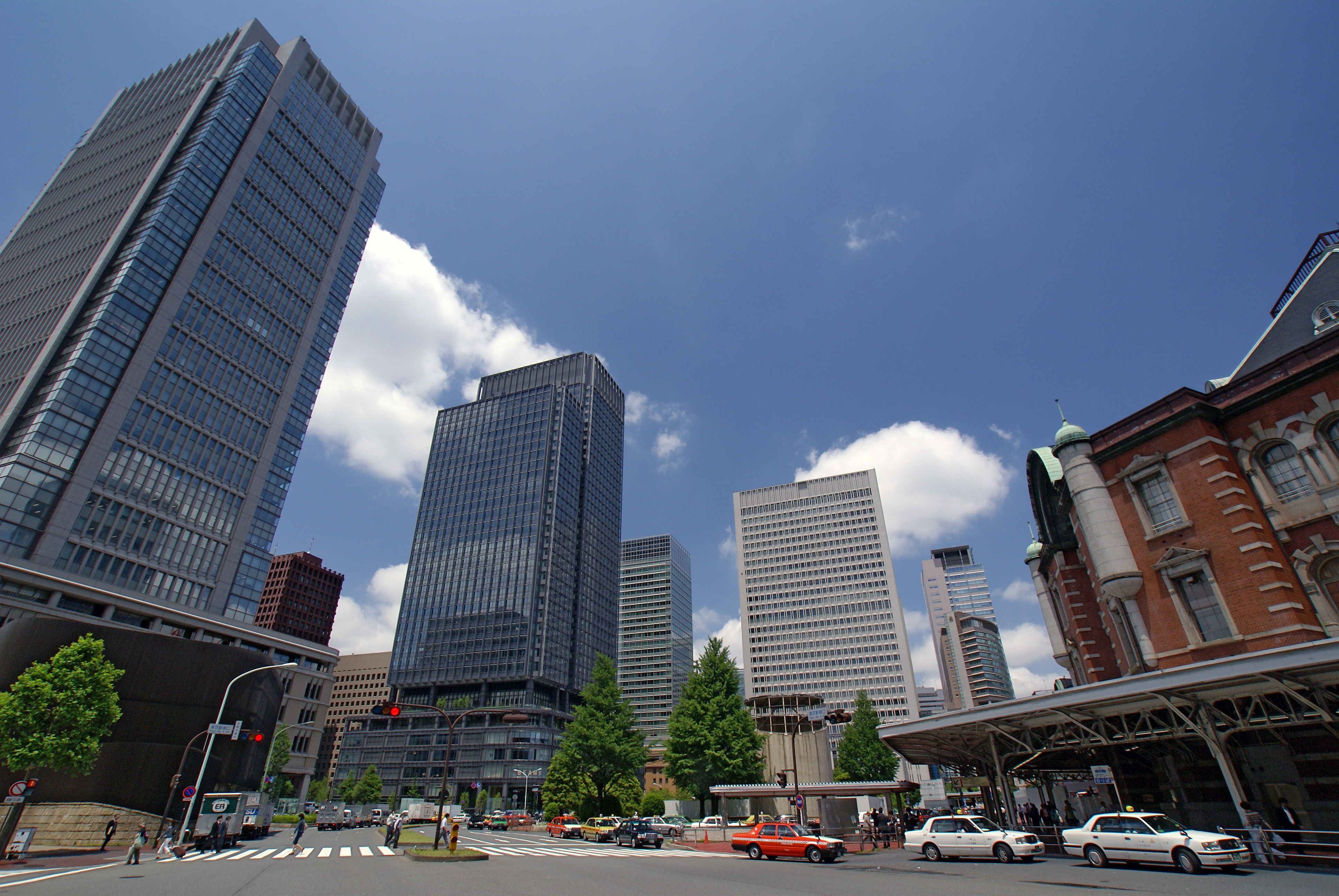
Frente a la puerta de Marunouchi de la Estación de Tokio

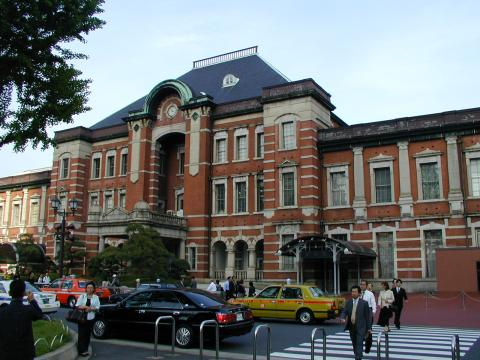
La puerta Marunouchi de la Estación de Tokio

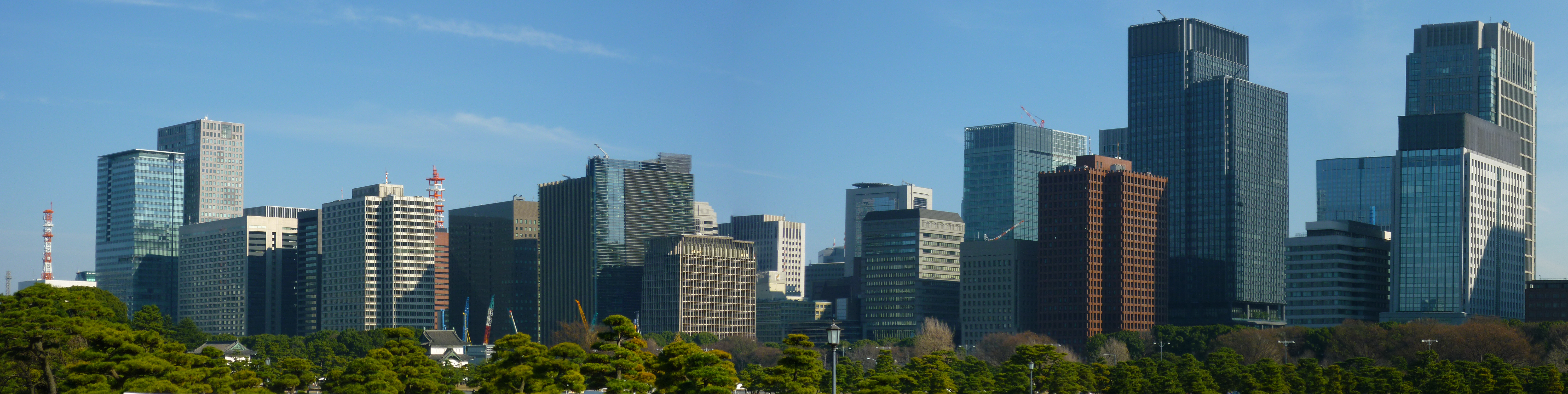
Skyline del distrito de Marunouchi, visto desde los jardines del Palacio Imperial

Marunouchi (丸の内) es un barrio de Tokio situado en Chiyoda, entre la Estación de Tokio y el Palacio Imperial. El nombre, que significa "dentro del círculo", proviene de su ubicación en el foso exterior del palacio. Es el distrito financiero de Tokio, y los tres bancos más grandes de Japón tienen aquí sus sedes.[cita requerida]

## Historia
En 1590, antes de que Tokugawa Ieyasu entrara en el Castillo Edo, la zona conocida en la actualidad como Marunouchi era una ensenada de la Bahía Edo y se llamaba Hibiya. Con la expansión del castillo, se rellenó esta ensenada, lo que comenzó en 1592. Se construyó un nuevo foso exterior, y el anterior se convirtió en el foso interior. La zona recibió el nombre de Okuruwauchi ("dentro del recinto").
Los daimyo, especialmente shinpan y fudai, construyeron aquí sus mansiones, y con 24 de estas mansiones, la zona también se conocía como daimyō kōji ("callejón de los daimyo"). También estaban aquí las oficinas de los Magistrados del Norte, del Sur y de Finanzas.
Tras la Restauración Meiji, Marunouchi quedó bajo el control del gobierno nacional, quien construyó barracones y terrenos para desfiles del ejército.
El ejército se trasladó de aquí en 1890, y Iwasaki Yanosuke, hermano del fundador (y posteriormente el segundo líder) de Mitsubishi, compró los terrenos por 1,5 millones de yenes. Debido a que esta empresa promovió los terrenos, se conocían como Mitsubishi-ga-hara (los "Campos de Mitsubishi").
Gran parte del terreno sigue bajo el control Mitsubishi Estate, y muchas empresas del Grupo Mitsubishi tienen su sede en Marunouchi.
El gobierno de Tokio construyó su sede en el antiguo han de Kōchi en 1894. Se trasladaron al actual Edificio del Gobierno Metropolitano de Tokio en Shinjuku en 1991, y en su parcela ahora está el Foro Internacional de Tokio y Toyota Tsusho Corporation.
La Estación de Tokio abrió en 1914, y el Marunouchi Building en 1923. La Estación de Tokio reabrió el 1 de octubre de 2012 tras una renovación de cinco años.

## Lugares en Marunouchi
- Marunouchi Oazo
- Marunouchi Building
- Shin-Marunouchi Building

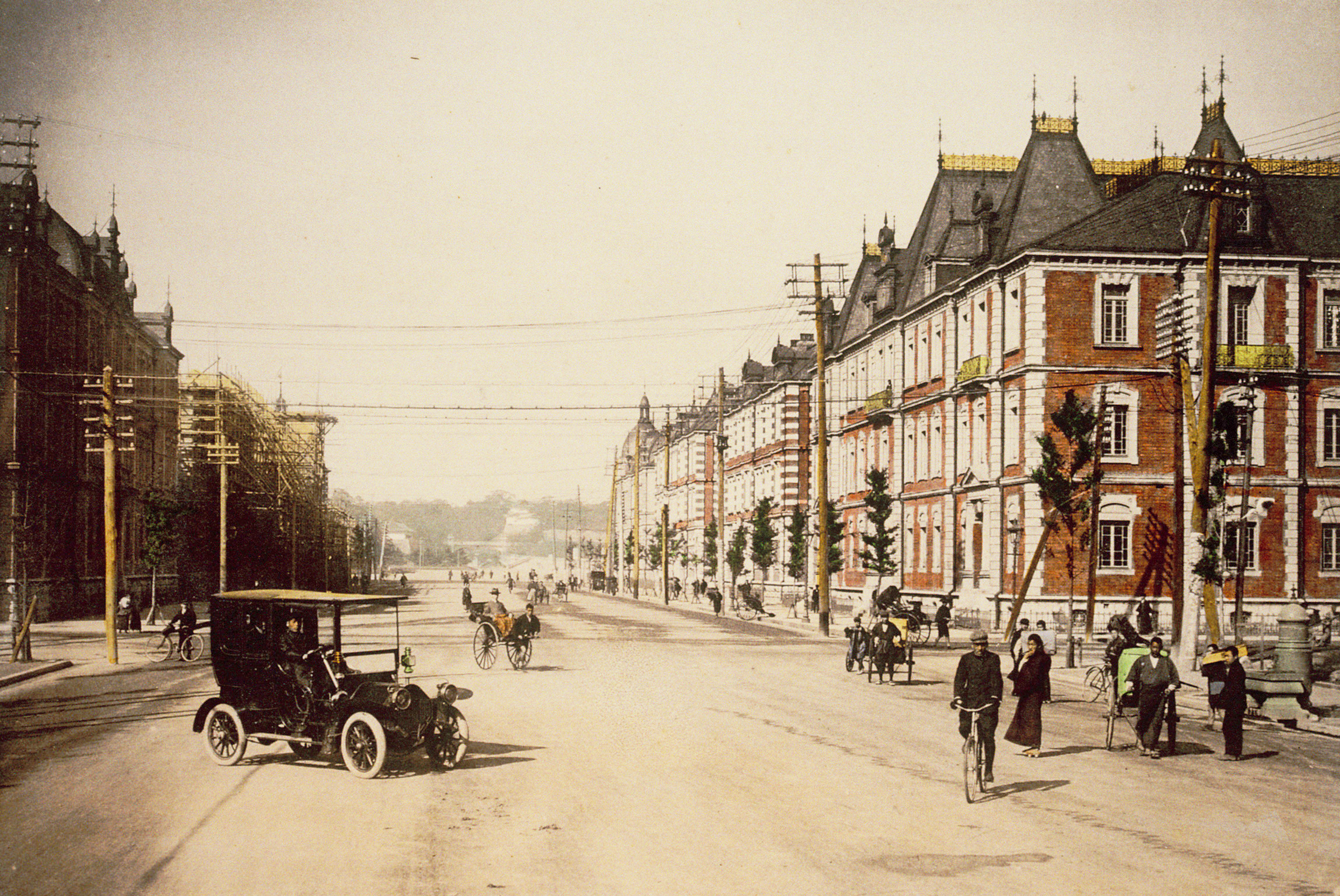
Foto al 1920 con una vista de la sede de Mitsubishi en Marunouchi y sus alrededores, mirando hacia el Palacio Imperial

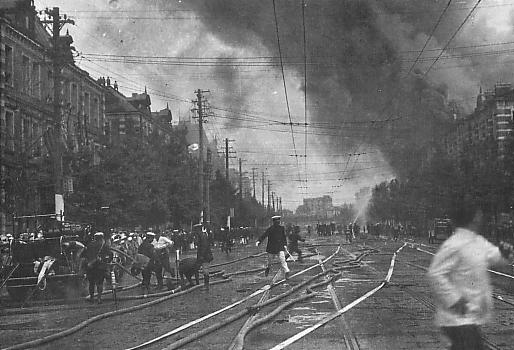
Marunouchi en llamas tras el Gran Terremoto de Kantō

- Tokyo Central Post Office (cerrada)
- Foro Internacional de Tokio
- Mitsubishi Ichigokan Museum (Tokio)
- Estación de Tokio, la principal estación de trenes de la ciudad
- Meiji Seimei Kan

## Empresas con sede en Marunouchi
Calbee tiene su sede en la Marunouchi Trust Tower Main. Konica Minolta tiene su sede en el Marunouchi Center Building.
- Empresas del Grupo Mitsubishi:
  - The Bank of Tokyo-Mitsubishi UFJ[4]
  - Meiji Yasuda Life Insurance
  - Mitsubishi Corporation[5]
  - Mitsubishi Electric
  - Nippon Yusen
  - Tokio Marine Nichido[6]
- Hitachi
- Nikko Citigroup
- Toyota Tsusho[cita requerida]

Marunouchi también alberga las oficinas en Japón de Aeroméxico (Pacific Century Place Marunouchi), Citigroup, Nikko Cordial, Nikko Citigroup, Banca Commerciale Italiana, Rabobank, JPMorgan Chase, Bank Negara Indonesia, Bank of India, Bayerische Landes Bank, Bloomberg, BT Asia Securities, First National Bank of Boston, KPMG, Latham & Watkins, Mellon Bank, Morgan, Lewis & Bockius, Morrison & Foerster, Overseas Union Bank, Philadelphia National Bank, PricewaterhouseCoopers, Ropes & Gray, Royal Bank of Scotland Group, Royal Insurance, Standard Chartered Bank,[cita requerida] Standard & Poor's, Deloitte Touche Tohmatsu, Bain & Company.[cita requerida]
Japan Airlines tenía su sede en el Tokyo Building de Marunouchi.

## Estaciones de metro y trenes
- Estación de Nijūbashimae (Línea Chiyoda)
- Estación de Otemachi (Línea Chiyoda, Línea Hanzomon, Línea Marunouchi, Línea Toei Mita, Línea Tozai (Metro de Tokio))
- Estación de Tokio (Chūō Line, Línea Keihin-Tohoku, Línea Keiyo, Línea Marunouchi, Shinkansen, Línea Sōbu, Línea Yamanote, Línea Yokosuka)